# يا الله (برنامج)
يا الله هو برنامج ديني تلفزيوني تم بثه على عدة قنوات من بينها قناة المجد يقدمه الداعية الإسلامي الكويتي نبيل العوضي. فكرة البرنامج تقديس اسما الله الحسنى و تم تصوير البرنامج في عدة بلدان هن البوسنة ، تركيا ، ماليزيا ، وتايلند, وتم عرض البرنامج في رمضان 2014.

## فكرة وهدف البرنامج
يتطرق الداعية نبيل العوضي في البرنامج لأسماء الله الحسنى بطريقة إيمانية مميزة .. يهدف إلى رفع الحس الإيماني في نفوس المشاهدين وربط الناس بالله عز وجل في جميع أمور حياتهم.

## حلقات البرنامج
| رقم الحلقة | أسم الحلقة                          | المراجع |
| ---------- | ----------------------------------- | ------- |
| 1          | الله أهل الثناء والمجد              | [ 3 ]   |
| 2          | الرحمن ,الرحيم ,الملك               | [ 4 ]   |
| 3          | القدوس ,العزيز ,السلام              | [ 5 ]   |
| 4          | المؤمن ,الجبار ,المهيمن             | [ 6 ]   |
| 5          | الخالق ,البارئ ,المصور              | [ 7 ]   |
| 6          | الغفور ,الوهاب ,القهار              | [ 8 ]   |
| 7          | الفتاح ,العليم ,الرزاق              | [ 9 ]   |
| 8          | القابض ,الباسط ,الغفار              | [ 10 ]  |
| 9          | المعز ,المذل ,السميع ,البصير        | [ 11 ]  |
| 10         | الحكم ,الحكيم ,المتكبر              | [ 12 ]  |
| 11         | العظيم ,الحليم ,الشافي ,الشكور      | [ 13 ]  |
| 12         | المتعالي ,الحفيظ ,العلي ,الكبير     | [ 14 ]  |
| 13         | الحيي المقيت الحسيب الجميل          | [ 15 ]  |
| 14         | الكريم الرقيب المجيب                | [ 16 ]  |
| 15         | الواسع ذو الجلال والإكرام اللطيف    | [ 17 ]  |
| 16         | الأكرم الصمد الشهيد                 | [ 18 ]  |
| 17         | الوكيل الحق القوي المتين            | [ 19 ]  |
| 18         | الولي الحميد المنان                 | [ 20 ]  |
| 19         | المبدئ المعيد المحيي المميت الوتر   | [ 21 ]  |
| 20         | الحي القيوم الجليل                  | [ 22 ]  |
| 21         | المولى الواحد المجيد                | [ 23 ]  |
| 22         | القادر المقتدر المقدم المؤخر        | [ 24 ]  |
| 23         | الأول الآخر الظاهر الباطن           | [ 25 ]  |
| 24         | الجواد ,النصير ,الكافي ,البر التواب | [ 26 ]  |
| 25         | الخبير ,الودود ,العفو ,الرؤوف       | [ 27 ]  |
| 26         | الديان ,الرفيق ,الجامع ,السبوح      | [ 28 ]  |
| 27         | الغني ,المعطي ,المانع               | [ 29 ]  |
| 28         | القريب ,المحيط ,النور               | [ 30 ]  |
| 29         | البديع ,الباقي ,الوارث              | [ 31 ]  |
| 30         | الهادي ,المبين ,الستير              | [ 32 ]  |